# سینا اوون
سینا اوون (انگلیسی: Seena Owen; ۱۴ نوامبر ۱۸۹۴ – ۱۵ اوت ۱۹۶۶) هنرپیشه اهل ایالات متحده آمریکا بود.
از فیلم‌ها یا برنامه‌های تلویزیونی که وی در آن نقش داشته‌است می‌توان به تعصب و پیروزی اشاره کرد.